# Внутренняя валидность
Вну́тренняя вали́дность (англ. internal validity) — вид валидности, степень влияния независимой переменной на зависимую переменную. Внутренняя валидность тем выше, чем больше вероятность того, что изменение зависимой переменной вызвано изменением именно независимой переменной (а не чего-либо ещё). Данное понятие можно рассматривать как междисциплинарное: оно широко применяется в экспериментальной психологии, а также в других сферах науки.
Внутренняя валидность — соответствие реального исследования идеальному.

## Общие сведения
При обладающем внутренней валидностью исследовании исследователь уверен, что результаты, полученные измерением зависимой переменой, непосредственно связаны с независимой переменной, а не с каким-нибудь другим неконтролируемым фактором.
Однако, фактически, в науке (особенно в психологии) невозможно со стопроцентной уверенностью утверждать, что внутренняя валидность соблюдена. Например, невозможно изучить какой-то психический процесс отдельно от психики в целом. Поэтому всегда при любом психологическом эксперименте учёный может лишь максимально (но не абсолютно) удалить или минимизировать разнообразные факторы, угрожающие внутренней валидности.

## Факторы, угрожающие внутренней валидности[3]
- Изменение во времени (зависимость субъектов и окружающей среды от времени суток, времён года, изменений в самом человеке — старение, усталость и рассеивание внимания при длительных исследованиях, изменение мотивированности испытуемых и экспериментатора и т. д.; ср. естественное развитие)
- Эффект последовательности
- Эффект Розенталя (Пигмалиона)
- Эффект Хоторна
- Эффект плацебо
- Эффект аудитории
- Эффект первого впечатления
- Эффект Барнума
- Сопутствующее смешение
- Факторы выборки[4]
  - Неправильная селекция (неэквивалентность групп по составу, вызывающая систематическую ошибку в результатах)
  - Статистическая регрессия
  - Экспериментальный отсев (неравномерное выбывание испытуемых из сравниваемых групп, приводящее к неэквивалентности групп по составу)
  - Естественное развитие (общее свойство живых существ к изменению; ср. онтогенез)
- И др.

## Пример нарушения внутренней валидности
Допустим, мы хотим проверить лекарство, от которого люди будут становиться выше. Допустим, для своих исследований мы отбираем в качестве испытуемых 13-летних подростков, измеряем их рост, и даём им лекарство. Два года спустя мы возвращаемся к теперь уже 15-летним детям и фиксируем их текущий рост. Несомненно то, что они стали выше, но без сомнения и то, что мы не можем сделать из этого вывод, что эффект роста был вызван лекарством, так как мы не учли в своём теоретическом эксперименте естественных процессов взросления. Здесь внутренняя валидность нарушена следующим образом: мы не учли побочного для нашего исследования влияния других (в данном случае — очевидных) факторов, тогда как надо было их учитывать.